# Gruppo J. Safra
Il Gruppo J. Safra è una rete internazionale di società controllate dalla famiglia Safra, che opera nei settori delle banche, della finanza e dell'industria. È presente negli Stati Uniti, Europa, Medio Oriente, America Latina, Asia e nei Caraibi. Aziende controllate: Safra Sarasin, Banco Safra, Safra National Bank di New York.

## Storia
All'inizio del diciannovesimo secolo, Safra Frères et Cie., la prima istituzione finanziaria della famiglia Safra, fu fondata all'interno dell'Impero ottomano ad Aleppo, in Siria. Ulteriori espansioni economiche spinsero la famiglia ad aprire nuove filiali a Beirut, quindi Istanbul ed Alessandria. All'inizio del Novecento, Beirut fu scelta come sede della neonata Banca Jacob Safra. Dopo la fine della seconda guerra mondiale, Jacob Safra ampliò le nuove attività bancarie verso l'Europa e successivamente verso l'America Latina e gli Stati Uniti.
Nel maggio 2011 il gruppo ha acquisito il 20% della società di cellulosa e carta Eco Brasil Florestas per 160 milioni di rias. Nel novembre 2011 ha rilevato il 46% della banca svizzera Sarasin per 1,13 miliardi di dollari. Nel 2012, il Gruppo J. Safra è arrivato a detenere la totalità delle azioni di Sarasin dopo aver presentato un'offerta per l'acquisizione di quote da azionisti di minoranza.
Nel novembre 2014 ha acquistato per 726 milioni di sterline  uno degli edifici più grandi di Londra, 30 St Mary Axe o Gherkin.

## Grandi aziende
Safra National Bank di New York ha come core business il private banking. Ha filiali a New York e a Miami, in Florida, con uffici di rappresentanza in Messico, Brasile, Argentina, Cile e Uruguay. A complemento della sua attività principale, la banca offre anche la negoziazione di titoli attraverso il suo broker-dealer registrato indipendente, Safra Securities Corp.; capacità di negoziazione di titoli globali attraverso la sua divisione investimenti; servizi bancari di corrispondenza internazionale e finanziamento del commercio internazionale. La banca è membro sia del Federal Reserve System che della Federal Deposit Insurance Corporation (FDIC). Safra Securities Corp. è membro della Financial Industry Regulatory Authority (FINRA). Negli Stati Uniti, la Safra National Bank di New York, di proprietà privata, serve privati facoltosi, imprese locali, e società internazionali. Offre CD, fondi di investimento, strumenti del mercato monetario e investimenti alternativi. Oltre alla gestione patrimoniale, la banca svolge anche servizi di intermediazione, negoziazione di obbligazioni e banca corrispondente.
J. Safra Sarasin è la sesta più grande banca svizzera. J. Safra Sarasin è rappresentata in tutto il mondo in 26 sedi in Europa, Asia, Medio Oriente e America Latina. La sede centrale del Gruppo è a Basilea, in Svizzera. È stata costituita nel 2013 quando Safra Group ha acquisito Bank Sarasin e l'ha fusa con la società del gruppo Bank Jacob Safra Switzerland.
Banco Safra SA è la sesta banca commerciale più grande del Brasile. Banco Safra SA opera in tutte le aree del settore finanziario. Tradizionalmente una banca aziendale, Banco Safra ha ampliato le sue operazioni bancarie al dettaglio negli ultimi anni. Attraverso le sue principali filiali brasiliane, Banco J. Safra SA, Safra Leasing SA Arrendamento Mercantil, J. Safra Asset Management, Safra Vida e Previdência SA e J.Safra Corretora de Valores e Câmbio Ltda., le attività della banca si estendono al leasing, titoli sottoscrizione, gestione di fondi di investimento, intermediazione, operazioni assicurative e creditizie. La banca è un attore rilevante nelle operazioni di trade finance, asset management e tesoreria.
Banco Safra (Cayman Islands) Limited è una consociata interamente controllata da Banco Safra SA, costituita ai sensi delle leggi delle Isole Cayman. Conosciuta come Safra Cayman, l'istituzione fornisce servizi di finanziamento commerciale ai propri clienti e alle banche corrispondenti, nonché ad altre filiali e divisioni all'interno del Gruppo Safra. Offre inoltre un'ampia gamma di servizi commerciali e finanziari, in particolare nell'area del trade finance.